# Rubén Ramírez Mateo
Rubén José Ramírez Mateo, né à La Oroya le 31 juillet 1965, est un avocat et homme politique péruvien. Il est ministre de l'Environnement entre le 29 juillet 2021 et 1er février 2022.

## Biographie
Il a étudié le droit à l'Universidad Peruana Los Andes en 2000. Il a également étudié à l' Universidad Inca Garcilaso de la Vega, mais sans obtenir de diplôme.
Il a travaillé en tant qu'avocat dans sa propre société, Ramirez Abogados Asociados entre 2001 et 2020. Il a également été employé par une mutuelle péruvienne de 2015 à 2020.
Il a été avocat auprès des personnes qui avaient envahi le quartier de Lomo de Corvina à Villa el Salvador en avril 2021, où il avait participé à une réunion avec des représentants de la présidence du Conseil des ministres et des ministères de la Culture et du Logement.
Le 29 juillet 2021, il est nommé ministre de l'Environnement dans le gouvernement de Pedro Castillo.

## Parcours politique
Il a été candidat pour devenir maire de Lince pour Pérou libre lors des élections régionales et municipales de 2018, mais il n'a pas été élu.
Il a été conseiller parlementaire au Congrès en 2019.
Lors des élections de 2021, il est candidat au Congrès pour Pérou libre, mais il n'est pas élu.